# Група на Ананке (спътници)
Групата на Ананке е група от естествени спътници на Юпитер, намиращи се на сходни орбити около планетата — с голяма полуос между 19,3 и 22,7 милиона km, инклинация между 145,7° и 154,8° и ексцентрицитет между 0,02 и 0,28.
В зависимост от точната дефиниция, групата се състои от 8 или 16 спътника. Осемте основни члена във възходящ ред на разстоянието до Юпитер са:
- S/2003 J 16
- Мнема
- Еванта
- Харпалика
- Праксидика
- Тиона
- Ананке – най-големият спътник, даващ името на групата
- Йокаста

Останалите осем спътника са:
- Евпория
- S/2003 J 3
- S/2003 J 18
- Ортосия
- Телксиноя
- Хермипа
- Хелика
- S/2003 J 15